# جاي إل. لويس
جاي إل. لويس (بالإنجليزية: J. L. Lewis)‏ هو لاعب غولف أمريكي، ولد في 18 يوليو 1960 في إمبوريا في الولايات المتحدة.

## وصلات خارجية
- الموقع الرسمي
- جاي إل. لويس على موقع رابطة لاعبي الغولف المحترفين (الإنجليزية)
- جاي إل. لويس على موقع التصنيف العالمي الرسمي للغولف (الإنجليزية)